# Клементе, Франческо
Франческо Клементе (англ. Francesco Clemente; род. 23 марта, 1952) — итальянский живописец-неоэкспрессионист.

## Биография и творчество
Франческо Клементе родился в 1952 году в Неаполе в семье с аристократическими корнями. Он отправился в Рим изучать архитектуру в 1970. Покинув школу до окончания программы, он сосредоточился на искусстве.
Хотя в моде были арте повера и концептуальное искусство, Клементе сконцентрировался на рисовании на бумаге. Его первая персональная выставка прошла в Galleria Valle Giulia в Риме в 1971. После встречи с Алигьеро Боэтти в Риме в 1972 году Клементе путешествовал с ним по Афганистану.
В 1973 Клементе впервые посетил Индию, страну, в которую он будет возвращаться снова и снова. В 1974 он встретил Alba Primiceri, театральную актрису, на которой позднее женился. В 1976 и 1977 Клементе провел время в Мадрасском теософском обществе, где изучал религиозные и духовные тексты в библиотеке. Его интерес к духовной жизни и другим, не-европейским культурам сочетался с увлечением местной культурой и ремёслами. Клементе начал сотрудничать с индийскими мастерами миниатюры и изготовления бумаги, как в серии «Pinxit» (1980-81) — миниатюр гуашью на сделанной вручную бумаге.
Он продолжал создавать рисунки и другие работы на бумаге в 1970-х, изучая то, что стало его характерными темами: человеческие формы; его собственный образ; сексуальность; миф и духовность; не-западные символы; видения.
Клементе стал известен в 1970-х субъективными, эротическими образами часто изуродованных частей тела, искажёнными автопортретами и амбивалентными фигурами, часто изображёнными в насыщенных цветах. Участие Клементе в 1980 в Венецианской биеннале привлекло к нему международное внимание. Он быстро стал рассматриваться как один из лидеров «возвращения к фигуративности», названного трансавангардом в Италии (критиком Акилле Бонито Олива) и неоэкспрессионизмом в США. Это признание совпало с переездом Клементе в Нью-Йорк со своей растущей семьей. В 1981 он изучал санскрит в Нью-Йорке.
В 1981—1982 Клементе создал первую большую живопись маслом, серию из двенадцати картин, названных «Fourteen Stations», которая была показана в Whitechapel Art Gallery в Лондоне в 1983 году. В следующем году он сотрудничал с Энди Уорхолом и Жан-Мишелем Баския над рядом работ. Помимо работ большого формата Клементе создал ряд книжных проектов, включая три уникальных работы с поэтом Алленом Гинзбергом.
В 1980-х Клементе продолжал совершать путешествия по Индии; он также жил в Италии и на американском юго-западе. В 1990-х он добавил к списку своих любимых мест Ямайку и начал работать в студии в Нью-Мексико. В это время он использовал метод восковой фрески, известной как cera punica. Во время поездки в 1995 в Маунт Абу (Индия) Клементе писал акварели.
Среди менее традиционных работ Клементе были росписи ночного клуба «Palladium» в Нью-Йорке (1985) и роспись и абажуры для нью-йоркского отеля Hudson, который открылся в 2000. Помимо этого, он создал около двух сотен работ для фильма «Большие ожидания» (1998) Альфонсо Куарона. В 2008 Клементе выставил портреты восьми звёзд сезона на выставке, названной «The Sopranos», в галерее Арнольда и Марии Шварц (в Метрополитен-опера).
Искусство Клементе демонстрировалось на многих персональных и групповых выставках. Первая большая американская выставка его работ была организована John and Mable Ringling Museum of Art во Флориде (1986). Ретроспективные выставки были организованы Sezon Museum of Art в Токио (1994), Музеем Гуггенхайма (1999), Национальным археологическим музеем Неаполя (2002-03), Ирландским музеем современного искусства в Дублине (2004). Клементе продолжает проводить время между Нью-Йорком, Мадрасом и Римом.